# Kakteenkunde
Kakteenkunde (abreviado Kakteenkunde) fue una revista ilustrada con descripciones botánicas que fue editada en Berlín. Fue publicada en los años 1929-1934; y 1939-1943, con el nombre de Kakteenkunde. Organ der Deutschen Kakteen-Gesellschaft E.V., Sitz Berlin. En los años 1935-1938 se publicó con el nombre de Kakteenk. & Kakteenfr..